# Чотири свободи
Чотири свободи — цілі, визначені президентом Сполучних Штатів Америки Франкліном Делано Рузвельтом у понеділок 6 січня 1941 року. У звернені, відомому під назвою «Промова про чотири свободи» (технічно, звернення «Про стан у державі» 1941 року), він запропонував чотири засадничі свободи, що їх повинні мати люди «усюди в світі»:
- Свобода слова
- Свобода віросповідання
- Право на достатній рівень життя
- Свобода від страху[en]